# Выдержка от руки

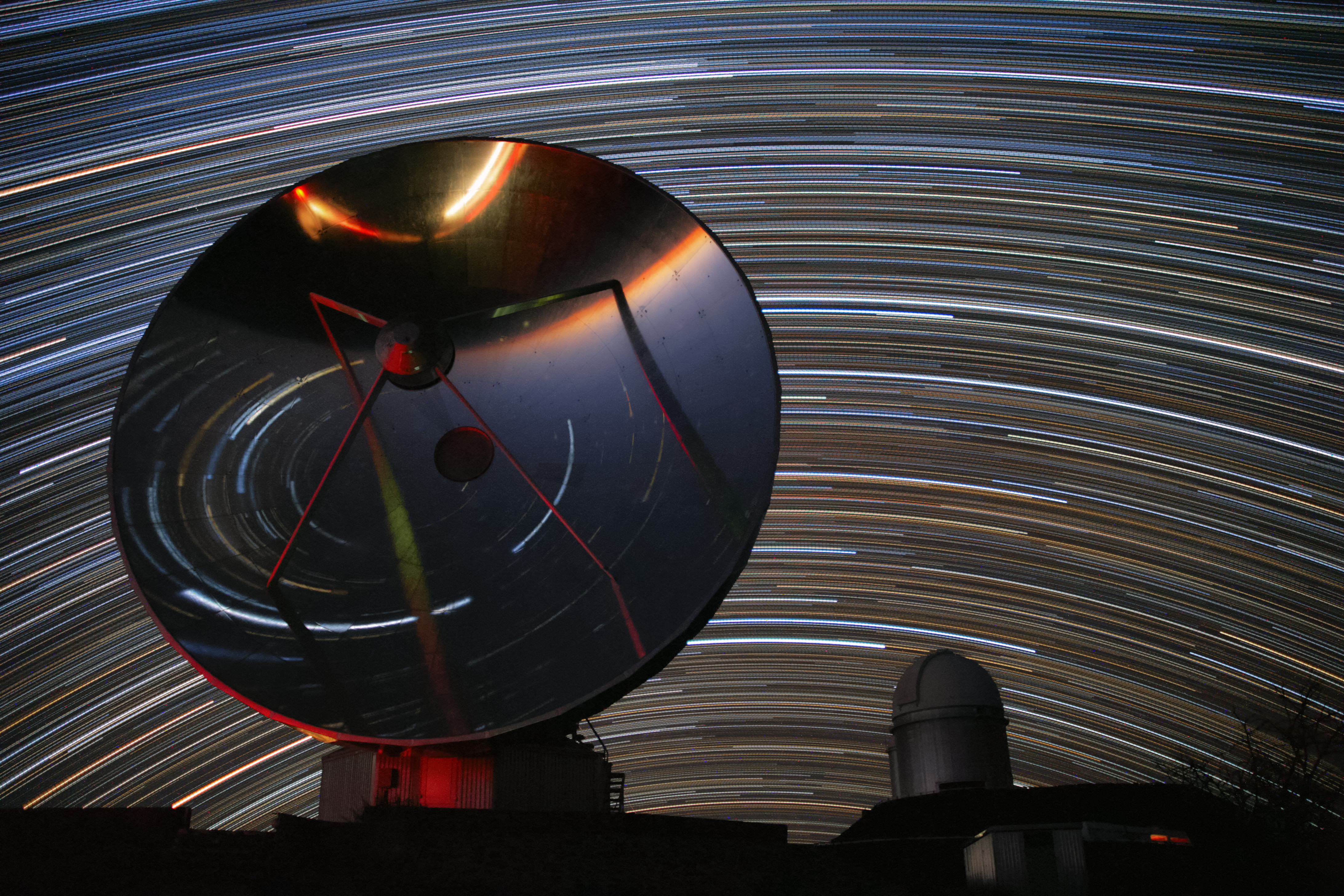
Люминография звёздного неба, сделанная с длительной выдержкой. Следы от звёзд образуются вследствие суточного вращения Земли

Вы́держка от руки́, Ручна́я вы́держка — режим работы затвора фотоаппарата, при котором кадровое окно открывается при нажатии на спусковую кнопку, и закрывается при её отпускании. При этом выдержка задаётся вручную. В современной аппаратуре обозначается латинской буквой «B» от англ. Bulb (лампа). Такое название ведёт своё происхождение от эпохи ручной синхронизации магниевых фотовспышек и одноразовых баллонов на ручной выдержке из-за отсутствия синхроконтактов на большинстве фотоаппаратов. В ранних немецких камерах «Leica» и их советских копиях «ФЭД» и «Зоркий» ручной выдержке соответствовала латинская буква «Z» от нем. Zeit (время).

## Применение
Ручная выдержка используется для получения длинных экспозиций при слабом освещении или для съёмки в технике светографики. Кроме того, на такой выдержке возможна ручная синхронизация фотовспышки, когда момент её единичного или многократного срабатывания задаётся произвольно при открытом затворе. Съёмка с ручной выдержкой возможна только со штатива, предотвращающего смещение фотоаппарата. В большинстве случаев для предотвращения «шевелёнки» должен использоваться спусковой тросик, автоспуск или дистанционный спуск, изолирующий камеру от движений рук. В фотоаппаратах с механическим затвором режим Bulb необходим для получения выдержек, более длительных, чем отрабатываемые автоматически — как правило больше 1 секунды. Большинство современных фотоаппаратов с электронно-управляемыми затворами могут автоматически отрабатывать длительные выдержки до 30 секунд, поэтому ручная выдержка используется для более длинных экспозиций, например, в астрофотографии. Ручная выдержка электронно-управляемого затвора энергозависима, поэтому в случае отключения питания затвор закрывается.
Современная любительская аппаратура, главным образом, зеркальные камеры потребительского уровня и псевдозеркальные фотоаппараты, оснащаются ручной выдержкой, ограниченной по времени, как правило до 8 минут, чтобы предотвратить перерасход батарей.

## Длительная выдержка
Режим, обозначаемый в импортной аппаратуре, как «T» (англ. Time, длительная или «вечная» выдержка) можно считать разновидностью ручной выдержки. При этом затвор открывается при нажатии кнопки спуска и остаётся открытым до отключения режима, не требуя удержания кнопки. Способ прекращения длительной выдержки у разных типов фотоаппаратуры может быть различным. Например, в камерах Nikon F и Asahiflex II для закрытия затвора требуется передвинуть диск выдержек из положения «T» в соседнее. В фотоаппарате Nikon F2 длительная выдержка включается отдельной муфтой, поворот которой в нейтральное положение закрывает затвор. В советских фотоаппаратах такой режим работы затвора имел обозначение «Д» (длительная), и закрытие затвора происходило после повторного нажатия на спусковую кнопку. В некоторых типах камер, например «Зенит-Е» и «Старт», длительная выдержка реализована за счёт фиксатора спусковой кнопки, включаемого её поворотом после нажатия. Подобный автоматический фиксатор входил в конструкцию специальных спусковых тросиков. При нажатии на кнопку такого тросика она фиксировалась в нажатом положении, а освобождалась другой кнопкой.
В отличие от общепринятой ручной выдержки, длительная встречалась только в профессиональных камерах с механическим затвором, потому что электронно-управляемые требуют постоянного действия удерживающих электромагнитов.
Во время съёмки на плёнку с выдержками более 1 секунды следует учитывать эффект Шварцшильда, приводящий к отклонению от закона взаимозаместимости экспозиции. При выдержках в несколько часов увеличение оптической плотности непропорционально выдержке, поэтому необходима поправка при измерении экспозиции. В цветных многослойных плёнках также возможно искажение цветопередачи из-за различного отклонения от закона взаимозаместимости для разных слоёв.
В цифровой фотографии при длительных выдержках происходит разогрев матрицы, приводящий к росту количества шумов и снижению качества изображения. Выдержки в несколько часов сопровождаются непрерывным расходом батарей и могут привести к повреждению светочувствительного сенсора из-за перегрева. В большинстве случаев цифровая фотография с длительной выдержкой делается в несколько экспозиций с последующей склейкой полученных фотографий программными средствами. Технология совпадает со способом цейтраферной киносъёмки цифровой аппаратурой: из полученного материала может быть создан как ускоренный видеоролик, так и единый снимок, эквивалентный длительной выдержке. При этом разогрев матрицы проявляется в меньшей степени.
В 2012 году компания Olympus в модели Olympus E-M5 реализовала режим Live Time с непрерывным отображением на OLED-дисплее текущих результатов экспонирования при длительной выдержке. По мере экспонирования получаемое изображение периодически обновляется на экране, облегчая управление съёмкой.